# Quadricalcarifera
Quadricalcarifera är ett släkte av fjärilar. Quadricalcarifera ingår i familjen tandspinnare.

## Dottertaxa tillQuadricalcarifera, i alfabetisk ordning[1]
- Quadricalcarifera aeruginosus
- Quadricalcarifera albescens
- Quadricalcarifera alboviridis
- Quadricalcarifera amamiensis
- Quadricalcarifera ardjuna
- Quadricalcarifera arisemna
- Quadricalcarifera bambusicola
- Quadricalcarifera basivirens
- Quadricalcarifera bella
- Quadricalcarifera bioculata
- Quadricalcarifera celebensis
- Quadricalcarifera ceramensis
- Quadricalcarifera chambae
- Quadricalcarifera charistera
- Quadricalcarifera chloriolus
- Quadricalcarifera chloropasta
- Quadricalcarifera chlorotricha
- Quadricalcarifera comatus
- Quadricalcarifera coreana
- Quadricalcarifera cupreonitens
- Quadricalcarifera dasychirinus
- Quadricalcarifera didyma
- Quadricalcarifera dinawa
- Quadricalcarifera doloka
- Quadricalcarifera dubiosus
- Quadricalcarifera eichhorni
- Quadricalcarifera eusebia
- Quadricalcarifera famelica
- Quadricalcarifera fasciatus
- Quadricalcarifera ferrea
- Quadricalcarifera flavicollis
- Quadricalcarifera formosanus
- Quadricalcarifera franciscana
- Quadricalcarifera fraseriana
- Quadricalcarifera frugilegus
- Quadricalcarifera garuda
- Quadricalcarifera grisescens
- Quadricalcarifera hasegawai
- Quadricalcarifera hercules
- Quadricalcarifera himiko
- Quadricalcarifera histrionica
- Quadricalcarifera insufficiens
- Quadricalcarifera iole
- Quadricalcarifera japonica
- Quadricalcarifera jupiter
- Quadricalcarifera kebeae
- Quadricalcarifera kusukusuana
- Quadricalcarifera lama
- Quadricalcarifera leucocraspedus
- Quadricalcarifera leucophaeus
- Quadricalcarifera lineata
- Quadricalcarifera malayana
- Quadricalcarifera marginalis
- Quadricalcarifera mediobrunnea
- Quadricalcarifera mediogriseus
- Quadricalcarifera medioviridis
- Quadricalcarifera melanogramma
- Quadricalcarifera mixta
- Quadricalcarifera mixtus
- Quadricalcarifera murina
- Quadricalcarifera nachiensis
- Quadricalcarifera nana
- Quadricalcarifera nigribasalis
- Quadricalcarifera nitidula
- Quadricalcarifera nitidus
- Quadricalcarifera okurai
- Quadricalcarifera olicaceus
- Quadricalcarifera opaca
- Quadricalcarifera palladina
- Quadricalcarifera pamela
- Quadricalcarifera paranga
- Quadricalcarifera perdicula
- Quadricalcarifera perdix
- Quadricalcarifera picteti
- Quadricalcarifera plebeja
- Quadricalcarifera poecilochroa
- Quadricalcarifera pryeri
- Quadricalcarifera pulverulentus
- Quadricalcarifera punctatella
- Quadricalcarifera purpurascens
- Quadricalcarifera pustulifera
- Quadricalcarifera quadrivittata
- Quadricalcarifera rhypara
- Quadricalcarifera roepkei
- Quadricalcarifera roseus
- Quadricalcarifera rufescens
- Quadricalcarifera rufotegula
- Quadricalcarifera scensus
- Quadricalcarifera sciera
- Quadricalcarifera sporadochlorus
- Quadricalcarifera stauropoides
- Quadricalcarifera subgeneris
- Quadricalcarifera subgriseoviridis
- Quadricalcarifera suzukii
- Quadricalcarifera synechochlora
- Quadricalcarifera taeniata
- Quadricalcarifera testacea
- Quadricalcarifera transcaerulea
- Quadricalcarifera triangulum
- Quadricalcarifera triguttata
- Quadricalcarifera trioculata
- Quadricalcarifera triplagosus
- Quadricalcarifera trisopylus
- Quadricalcarifera trivia
- Quadricalcarifera tropica
- Quadricalcarifera umbrosa
- Quadricalcarifera unicolor
- Quadricalcarifera uskwara
- Quadricalcarifera variegata
- Quadricalcarifera wilemani
- Quadricalcarifera viridigriseus
- Quadricalcarifera viridigutta
- Quadricalcarifera viridimaculosa
- Quadricalcarifera viridimargo
- Quadricalcarifera viridinitens
- Quadricalcarifera viridipicta
- Quadricalcarifera witoldi
- Quadricalcarifera wunna

## Bildgalleri

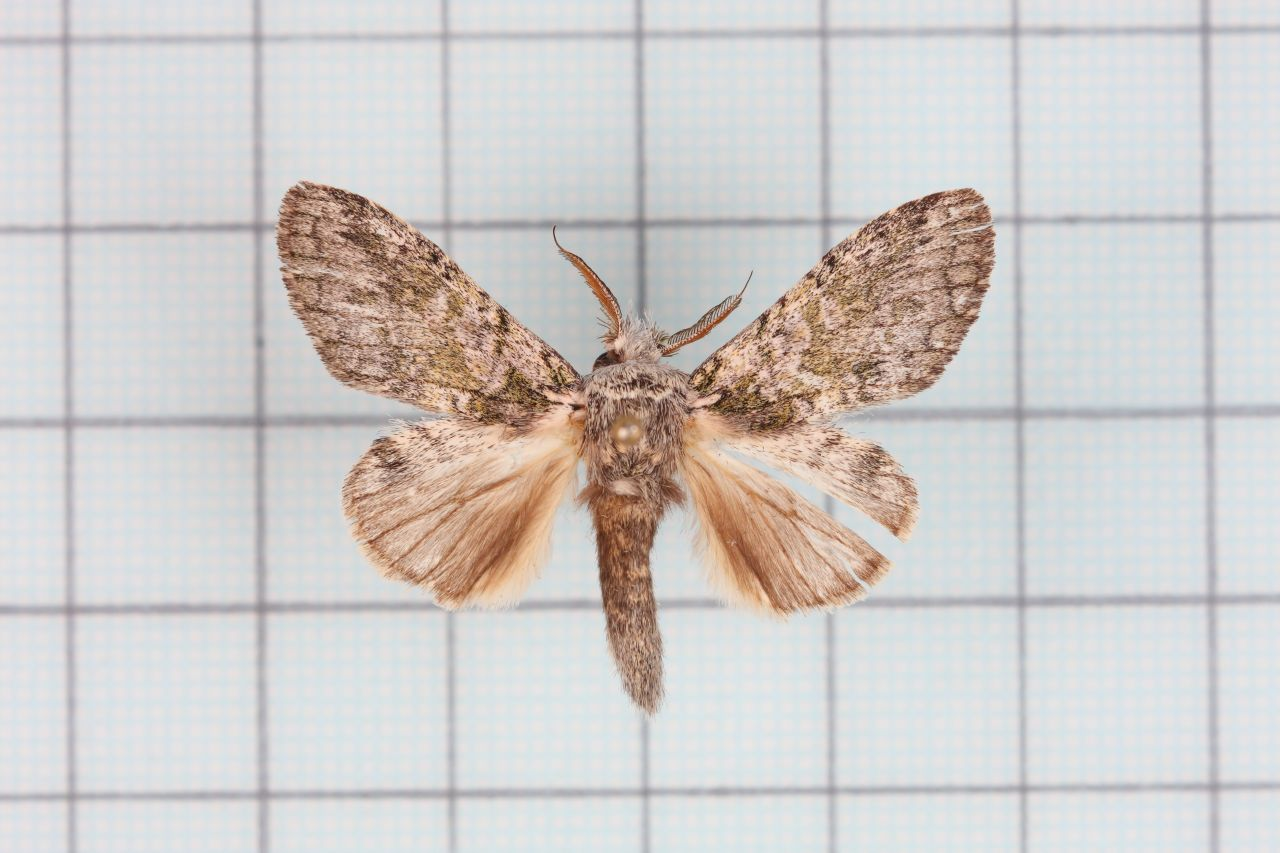
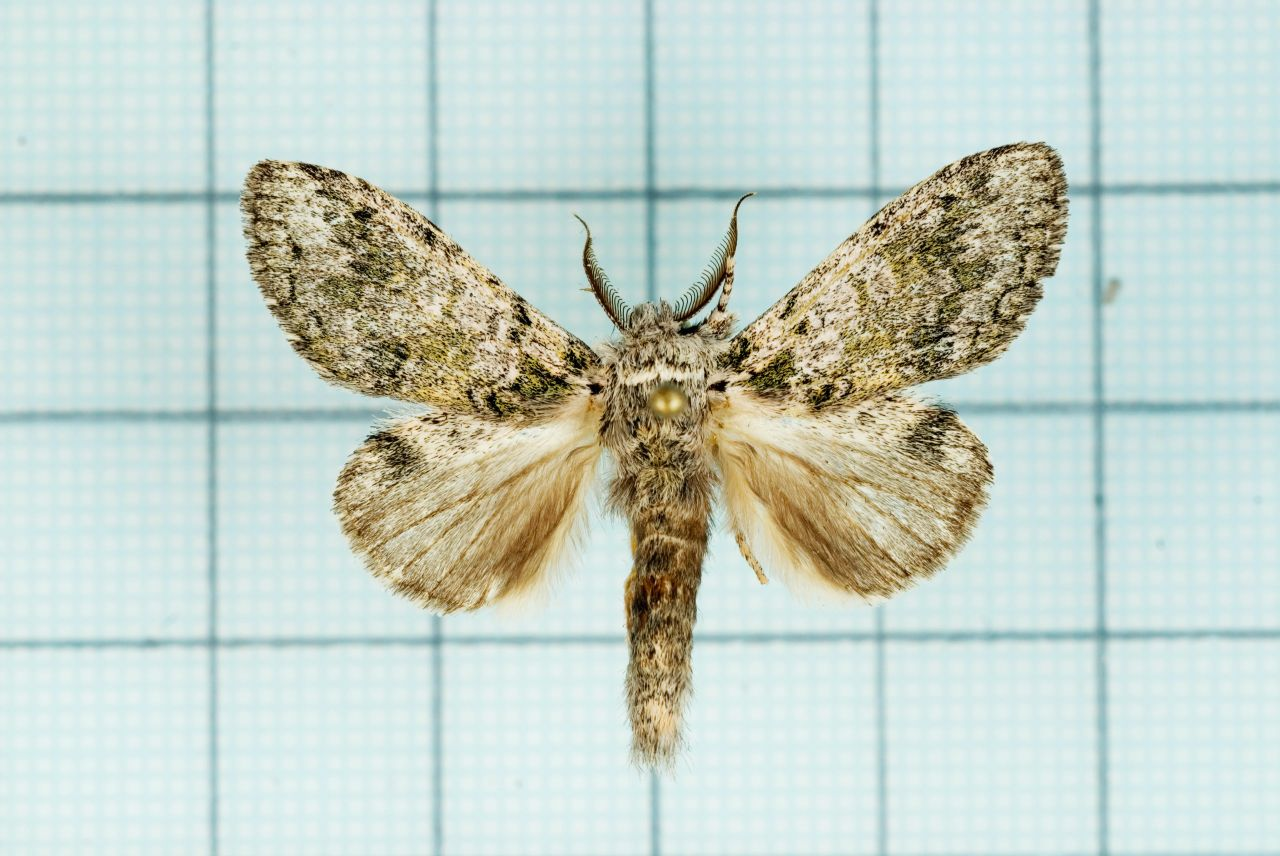